# محمد إقبال (سياسي)
محمد إقبال (بالإنجليزية: Mohammad Iqbal)‏ هو سياسي هندي، ولد في 2 فبراير 1954 في الهند. حزبياً، نشط في Bahujan Samaj Party ‏.